# All-American Bowl
L'All-American Bowl était un match annuel de football américain de niveau universitaire joué après la saison régulière. Il était organisé au Legion Field de Birmingham en Alabama de 1977 à 1990. L'événement était initialement connu sous son appellation Hall of Fame Classic de 1977 à 1985.
Lors de l'été 1986, la National Football Foundation et le College Football Hall of Fame décident de relocaliser et organiser le Hall of Fame Bowl de décembre 1986 à Tampa en Floride. Un match continuera d'être organisé à Birmingham par une autre organisation et sous un autre nom, le All-American Bowl. 
Lorsque la Southeastern Conference augmente son nombre d'équipe à 12 membres et décide d'organiser une finale de conférence en 1992, les officiels de Birmingham choissent d'accueillir ce match et abandonnent l'organisation du All-American Bowl. La finale de conférence SEC est déplacée au Georgia Dome d'Atlanta deux ans plus tard abandonnant le Legion Field. Ce stade n'accueillera d'ailleurs plus d'équipe évoluant en Division I-A de la NCAA jusque 2006. En effet, sous l'égide de la chaîne ESPN, un nouveau bowl universitaire d'après saison régulière dénommé le Papajohns.com Bowl (actuellement connu sous le nom Birmingham Bowl) y est organisé.

## Palmarès

### Hall of Fame Classic
| Dates            | Gagnants                             | Scores | Perdants                           | Assistances | Conférences                         |
| ---------------- | ------------------------------------ | ------ | ---------------------------------- | ----------- | ----------------------------------- |
| 22 décembre 1977 | Maryland Terrapins (9-4)             | 17-07  | Minnesota Golden Gophers (7-6)     | 47.000      | ACC - Big Ten                       |
| 20 décembre 1978 | Texas A&M Aggies (9-4)               | 28-12  | #19 Iowa State Cyclones (8-5)      | 41.500      | Southwest Conference - Big 8        |
| 29 décembre 1979 | Missouri Tigers (8-5)                | 24-14  | #16 South Carolina Gamecocks (8-5) | 62.785      | Big 8 - Indépendants                |
| 27 décembre 1980 | Arkansas Razorbacks (8-5)            | 34-15  | Tulane Green Wave (7-6)            | 30.000      | Southwest Conference - Indépendants |
| 30 décembre 1981 | Mississippi State Bulldogs (9-4)     | 10-00  | Kansas Jayhawks (8-5)              | 41.672      | SEC - Big 8                         |
| 31 décembre 1982 | Air Force Falcons (8-5)              | 36-28  | Vanderbilt Commodores (8-4)        | 75.000      | WAC - SEC                           |
| 22 décembre 1983 | #18 West Virginia Mountaineers (8-4) | 20-16  | Kentucky Wildcats (6-4-2)          | 42.000      | Indépendants - SEC                  |
| 29 décembre 1984 | Kentucky Wildcats (9-3)              | 20-19  | #20 Wisconsin Badgers (7-3-2)      | 47.300      | SEC - Big Ten                       |

### All-American Bowl
| Dates            | Gagnants                               | Scores | Perdants                                 | Assistances | Conférences              |
| ---------------- | -------------------------------------- | ------ | ---------------------------------------- | ----------- | ------------------------ |
| 31 décembre 1986 | Seminoles de Florida State (6-4-1)     | 27-13  | Hoosiers de l'Indiana (6-5)              | 30 000      | Indépendants - Big 10    |
| 22 décembre 1987 | Cavaliers de la Virginie (7-4)         | 22-16  | Cougars de BYU (9-3)                     | 37 000      | ACC - Indépendants       |
| 29 décembre 1988 | Gators de la Floride (7-5)             | 14-10  | Fighting Illini de l'Illinois (6-5-1)    | 48 218      | SEC - Big 10             |
| 28 décembre 1989 | #24 Red Raiders de Texas Tech (8-3)    | 49-21  | #20 Blue Devils de Duke (8-3)            | 47 750      | Southwest Conference-ACC |
| 28 décembre 1990 | Wolfpack de North Carolina State (6-5) | 31-27  | #23 Golden Eagles de Southern Miss (8-3) | 44 000      | ACC - Indépendants       |

## Meilleurs joueurs
| Saisons | MVP                  | Équipes           | Postes |
| ------- | -------------------- | ----------------- | ------ |
| 1977    | Chuck White          | Maryland          | SE     |
| 1977    | Charles Johnson      | Maryland          | DT     |
| 1978    | Curtis Dickey        | Texas A&M         | RB     |
| 1979    | Phil Bradley         | Missouri          | QB     |
| 1980    | Gary Anderson        | Arkansas          | RB     |
| 1980    | Billy Ray Smith, Jr. | Arkansas          | LB     |
| 1981    | John Bond            | Mississippi State | QB     |
| 1981    | Johnie Cooks         | Mississippi State | LB     |
| 1982    | Whit Taylor          | Vanderbilt        | QB     |
| 1982    | Carl Dieudonne       | Air Force         | DE     |
| 1983    | Jeff Hostetler       | West Virginia     | QB     |
| 1984    | Mark Logan           | Kentucky          | RB     |
| 1984    | Todd Gregoire        | Wisconsin         | PK     |
| 1985    | Mark Ingram, Sr.     | Michigan State    | WR     |
| 1986    | Sammie Smith         | Florida State     | RB     |
| 1987    | Scott Secules        | Virginia          | QB     |
| 1988    | Emmitt Smith         | Florida           | RB     |
| 1989    | James Gray           | Texas Tech        | RB     |
| 1990    | Brett Favre          | Southern Miss     | QB     |

## Statistiques par conférénces
| Conférences                 | Gagnés | Perdus | %     |
| --------------------------- | ------ | ------ | ----- |
| Southwest Conference        | 3      | 0      | 1.000 |
| Atlantic Coast Conference   | 3      | 1      | .750  |
| Southeastern Conference     | 3      | 2      | .600  |
| Western Athletic Conference | 1      | 0      | .100  |
| Big Eight Conference        | 1      | 2      | .333  |
| Big Ten Conference          | 0      | 4      | .000  |
| Indépendants                | 2      | 4      | .333  |

## Statistiques par équipes
À diverses reprises, le gagnant de l'All-American Bowl sera classé dans les 20 meilleures équipes de la saison selon l'AP :
- Texas A&M terminera #19 au classement final de l'AP en 1978 après sa victoire contre les #19 d'Iowa State[4].
- West Virginia terminera #16 au classement final de l'AP en 1983 après sa victoire contre Kentucky[5].
- Kentucky terminera #19 au classement final de l'AP en 1984 après sa victoire contre #20 Wisconsin[6].
- Georgia Tech terminera #19 au classement final de l'AP en 1985 après sa victoire contre Michigan State[7].
- Texas Tech terminera #19 au classement final de l'AP en 1989 après sa victoire contre #20 Duke[8].